# Pulemelei

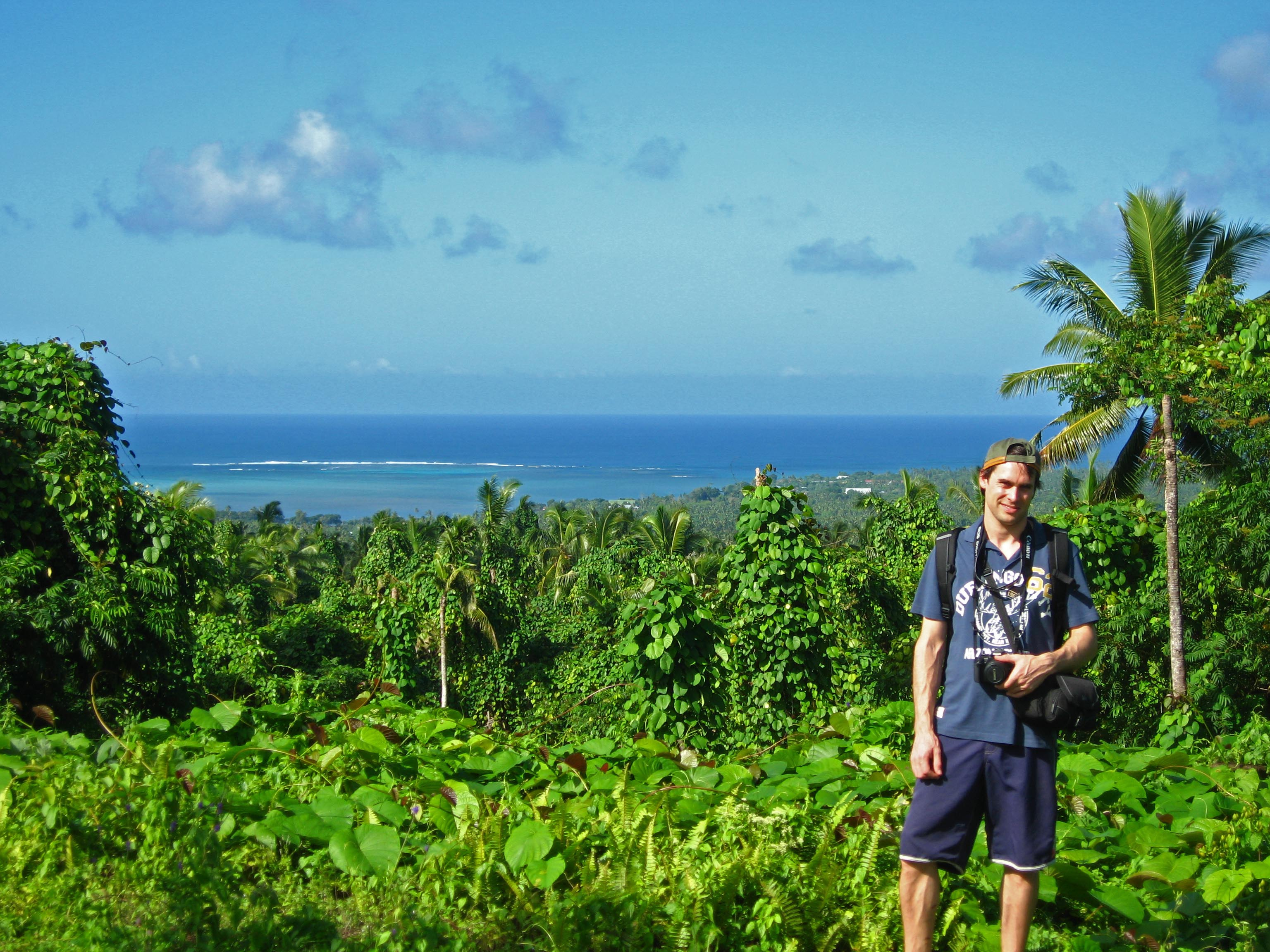
Vy från Pulemelei.

Pulemelei eller egentligen Pulemeleipyramiden (samoanska Tia Seu och Pau Malei) är en arkeologisk plats och historiskt område som ligger på Savaiiön i Samoa i södra Stilla havet. Pyramiden är den största och äldsta stenkonstruktionen i Polynesien.

## Geografi
Pulemelei ligger i Palaulidistriktet på Savaiis södra del cirka 5 km nordväst om huvudorten Vailoa. Området ligger inom plantagen "Letolo".

## Området
Pulemeleipyramiden består av den cirka 12 meter höga huvudpyramiden byggd i två trappor med en bas på cirka 65 gånger 60 meter. Pyramiden är konstruerad i basaltsten och rymmer ca 30 000 kubikmeter sten. Omkring den står ytterligare en rad mindre pyramider och jordvärn i alla fyra väderstreck där den största ligger ca 40 m norr om huvudpyramiden. Från den norra pyramiden leder en auala (upphöjd stenlagd gångväg) till Pulemelei.

## Historia
Samoaöarna beboddes av polynesier sedan 1000-talet f.Kr.
Pulemelei uppfördes troligen i början på 1100-talet under det Tonganska imperiets utvidgning och anses vara den största och äldsta stenkonstruktionen i hela Polynesien och området användes troligen till slutet på 1600-talet.
Den norske upptäcktsresande Thor Heyerdahl besökte området 2002 inför planerade utgrävningar och fick då slutligen tillstånd av markägaren bolaget "O. F. Nelson Ltd". Bolaget grundades ursprungligen av den svenske utvandraren Gustav Nilsson.
Senare samma år påbörjades de första utgrävningarna under ledning av svenska Helene Martinsson-Wallin från Gotlands universitet och Paul Wallin från Kon-Tiki-museet i Oslo med arkeologer från det australiensiska universitetet La Trobe University, National University of Samoa och från Gotlands Universitet. Utgrävningarna av huvudpyramiden pågick åren 2002–2004.
Nära byn Taga finns ytterligare en pyramidstruktur i sten och även på Upolu har man upptäckt en pyramidstruktur, denna är dock endast uppförd i jordmaterial.